# أنتوني هويلز
أنتوني هويلز (بالإنجليزية: Anthony Howells)‏ هو سياسي بريطاني وأمريكي، ولد في 6 أبريل 1832 في المملكة المتحدة، وتوفي في 17 نوفمبر 1915 في الولايات المتحدة. حزبياً، نشط في الحزب الديمقراطي. وقد انتخب أمين صندوق الدولة ‏.